# المروى (قفل شمر)

تعديل مصدري - تعديل

المروى هي إحدى قرى عزلة الدانعي بمديرية قفل شمر التابعة لمحافظة حجة، بلغ تعداد سكانها 450 نسمة حسب تعداد اليمن لعام 2004.